# Green River, Utah
Green River este o localitate cu statutul de oraș care avea în anul 2000 973 de locuitori. Localitatea este situată pe cursul fluviului Verde (cel mai lung afluent al fluviului Colorado) în comitatul Emery, statul Utah al Statelor Unite ale Americii.
1. ↑   https://www.greenriverutah.com/government/mayor.php, accesat în 26 aprilie 2024 Lipsește sau este vid: |title= (ajutor)
2. ↑  2010 U.S. Gazetteer Files, accesat în 9 iulie 2020